# Kleine Koerilen

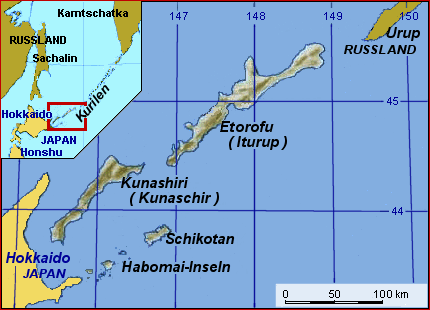
Door Japan geclaimde eilanden. Koenasjir en Itoeroep zijn onderdeel van de Grote Koerilen

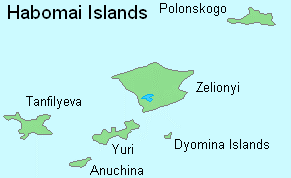
Habomai-eilanden (alleen de grotere eilanden staan vermeld)

De Kleine Koerilen (Russisch: Малая Курильская гряда; [Malaja Koerilskaja grada]; "Kleine Koerilen-keten") is een groep van 6 eilanden en een aantal rotseilanden, die het zuidelijke deel van de door Rusland bestuurde eilandengroep Koerilen omspant. Het is bestuurlijk onderdeel van de oblast Sachalin en maakt daarbinnen deel uit van het district Joezjno-Koerilski, waarvan alleen Koenasjir niet tot de keten behoort. De eilandenketen spreidt zich uit over 120 kilometer boven het zuidwestelijk gelegen Japanse eiland Hokkaido tot aan de Straat Zuid-Koerilen. De eilanden zijn relatief laaggelegen tot licht heuvelachtig. Het hoogste punt ligt op Sjikotan (412 meter).
| - Sjikotan - Chabomai-eilanden - Polonskogo - Oskolki-eilanden (ten zuidoosten van Polonskogo) - Kira - Pesjtsjernaja - Svetsja - Paroes - Lisji-eilanden - Sisjki-eilanden - Zeljony - Joeri - Domina-eilanden - Anoetsjina - Oedivitelnaja (ten zuiden van Anoetsjina) - Tanfiljeva - Signalny (ten zuiden van Tanfiljeva) - Rifovy (ten zuiden van Tanfiljeva) - Storozjeny (ten zuiden van Tanfiljeva) |

Ten noordoosten van de Kleine Koerilen bevinden zich de veel uitgestrektere Grote Koerilen. Samen met de eilanden Itoeroep en Koenasjir worden de Kleine Koerilen geclaimd door Japan onder het Verdrag van Shimoda (1855) als de "Noordelijke territoria".